# بی‌وای‌دی ای۶
بی‌وای‌دی ای۶ (انگلیسی: BYD e6) یک خودروی کامپکت ام‌پی‌وی از نوع تمام برقی است که محصول شرکت بی‌وای‌دی از کشور چین است. بی‌وای‌دی E6 اولین محصول الکتریکی بی‌وای‌دی در ایران است که کاملاً مناسب استفاده در ناوگان حمل و نقل عمومی بوده و آلایندگی آن صفر است.

## مشخصات فنی
- نوع موتور:Permanent magnet synchronous motor
- حجم باتری:۶۱٫۴kWh
- نوع باتری:LifePo4
- حداکثر قدرت:۱۲۱ اسب بخار
- حداکثر گشتاور:۴۵۰ نیوتن متر
- سیستم فرمان:هیدرولیک
- زمان شارژ سریع:۲ ساعت برای شارژ ۳۰kWh
- زمان شارژ کامل:۸–۹ ساعت
- سیستم ترمز:دیسکی بادی
- سیستم تعلیق:جلو و عقب دوجناقی
- مصرف:۱۹٫۵ کیلووات ساعت در هر ۱۰۰ کیلومتر
- حداکثر سرعت (کیلومتر بر ساعت):۱۴۰
- پیمایش درون‌شهری:۴۰۰ کیلومتر با شارژ کامل
- منبع: